# Арабска къща
Арабската къща (на македонска литературна норма: Арапска куќа) е архитектурна забележителност в град Скопие, Северна Македония.

## История
Къщата е изградена в 1936 – 1938 година за братята Агоп и Агавни Дикиниджиян, богати търговци арменци. Агоп Дикинджиян е собственик на фабриката за шамии „Тулбенд“. Архитект е руснакът Иван Артьомушкин. Фасадата на сградата в мавърски стил предизвиква истинска сензация в града. Сградата е триетажна с шарени засводени прозорци, балкони с колони на втория и третия етаж, кули на покрива и шарена фасада. На входа има масивна железна врата с изгравирани инициали от метал „А.Д.“, градина с водоскок и масивна орнаментирана ограда. Във вътрешността е имало унгарски паркет с орнаментика, жълто-зелени и червени стъкла, червени мраморни стълби с мраморни декорации от сини птици на стълбите и вратите, кристални полилеи с детайли от слонова кост. След смъртта на Агоп и неговата съпруга Агавни, в къщата живее Рустем бег с жена си, рускинята Натали.
В 1964 година Арабската къща е превърната в хотел „Ядран“. Последната адаптация на къщата е от 1989 година.
Къщата е обявена за паметник на културата.